# Eksplozija v tovarni Hamex (2023)
17. februarja 2023 je okrog 11.30 najprej prišlo do več zaporednih eksplozij in nato zagorelo v pirotehničnem podjetju Hamex na Vrhniki. Eksplozija (najverjetneje črnega smodnika, ki se uporablja pri izdelavi ognjemetnih izdelkov) se je zgodila v proizvodnem obratu tovarne, požar pa se je kasneje razširil na skladišče.

## Ozadje
Vrhniško družinsko podjetje Hamex so ustanovili leta 1991. Ukvarja se z izdelavo, prodajo, organizacijo in izvedbo profesionalnih ognjemetov in piromuzikalov, izdelavo drugih pirotehničnih sredstev in njihovim prevozom. Podjetje zaposluje 5 ljudi.

## Intervencija
Posredovalo je 55 gasilcev z 20 vozili Gasilske brigade Ljubljana, PGD Stara Vrhnika, Vrhnika, Verd in Sinja Gorica. Na kraju je po pogasitvi ostala požarna straža. Med gašenjem gorečih materialov so porabili 200 kg prahu, za gašenje ostalih prostorov so uporabili vodo. Intervencija je bila zaradi kombinacije kemikalij za izdelavo ognjemetnih izdelkov in ostalih drugih kemičnih snovi izredno zahtevna. Aktivirani so bili tudi občinski štab Civilne zaščite Vrhnika, enota Ekološkega laboratorija in mobilna enota ARSO. Požar je bil hitro pogašen, gasilske enote so po navedbah Benjamina Svenška, poveljnika Gasilske zveze Vrhnika, delo zaključile že istega dne zvečer.

## Posledice
Po podatkih Nacionalnega inštituta za javno zdravje širša okolica v incidentu ni bila prizadeta, lokalnim prebivalcem pa so približevanju kraje nesreče odsvetovali. Takoj po eksploziji je v ozračju naraslo število prašnih delcev, a se je stanje že po eni uri normaliziralo. Po poročanju vrhniškega župana Daniela Cukjatija bo na območju tovarne vzpostavljeno opazovanje kakovosti zraka. Eksplozijo je zabeležila tudi državna seizmološka mreža.
V nesreči sta bili dve osebi huje poškodovani in sta v življenjski nevarnosti in bosta v umetni komi do naslednjega tedna. Ena oseba je umrla. Poškodovani osebi sta po oceni Boštjana Plahutnika z Reševalne postaje UKC Ljubljana prejeli hujše opekline, ki so obsegale med 40 in 60 odstotkov telesne površine. Poleg tega sta imela notranje poškodbe zaradi udarca ob nagli spremembi tlaka.
Po pregledu prizorišča po poročanju Petra Rodiča, poveljnika občinskega štaba civilne zaščite, niso zaznali nobene nevarnosti.
Vzrok nesreče še ni znan, kraj incidenta pa sta si po poročanju načelnika vrhniške policijske postaje ogledali preiskovalna sodnica in državna tožilka.

## Odzivi
Robert Golob, predsednik vlade, se je v tvitu zahvalil vsem posredujočim, svojcem umrlih pa izrekel sožalje. Luka Mesec, minister za delo, družino, socialne zadeve in enake možnosti, se je na novinarski konferenci zahvalil intervencijskim službam ter ponudil pomoč vlade. Sožalje svojcem je izrekel tudi vrhniški župan Daniel Cukjati.